# Acallodes ventricosus
Espèce
Acallodes ventricosus est une espèce d'insectes Coléoptères du genre Acallodes de la famille des Curculionidae.

## Description
L'espèce Acallodes ventricosus appartient au genre Acallodes de la famille des Curculionidae, de minuscules insectes dans laquelle les adultes ont une taille inférieure au centimètre, et regroupe trois espèces. L'anatomie du genre n'est principalement connue que par ses deux syntypes, sinon par la description des taxons supérieurs.
En tant que membre de la classe des insectes et de l'ordre des Coléoptères, les membres du genre possèdent des traits morphologiques communs hérités des taxons supérieurs (par exemple : ils sont symétriques bilatéralement, holométaboles et ont une paire d'ailes), bien que certains de leurs traits puissent varier avec ceux des autres espèces du genre et des familles de son ordre ; autrement dit, ils ont une anatomie similaire aux insectes Coléoptères avec un corps divisé en trois parties distinctes : la tête, le thorax et l'abdomen, et ils possèdent un exosquelette cylindrique — plus précisément de forme ovale selon J. L. LeConte — avec une forme d'arc au niveau des élytres qui recouvrent leurs ailes, mais ils ont également des caractéristiques différenciées.

## Répartition
L'espèce Acallodes ventricosus a une aire de répartition probablement endémique à l'Amérique du Nord : elle est présente aux États-Unis et la description de LeConte précise que deux espèces identifiées proviennent des « États centraux et de l'Ouest ».

## Systématique, taxinomie et dénomination
L'espèce est décrite pour la première fois par John Lawrence LeConte en 1876 dans l'ouvrage The Rhynchophora of America north of Mexico, tout comme son taxon supérieur, le genre Acallodes.
Le nom scientifique complet (avec auteur) de ce taxon est « Acallodes ventricosus LeConte, 1876 ».
Deux syntypes, c'est-à-dire des spécimens types tels que décrits pour la première fois, sont conservés au musée de Zoologie comparée de l'université Harvard,.

## Publication originale
(en) John L. LeConte et George H. Horn, « The Rhynchophora of America north of Mexico », Proceedings of the American Philosophical Society, Philadelphie, Proc. Am. Phil. Soc., vol. 15, no 96,‎ 1876, p. 271-272 (ISSN 0003-049X et 2326-9243, OCLC 3040888, DOI 10.5962/BHL.TITLE.17829, JSTOR 982412, lire en ligne). .